# 宮川剛
宮川 剛（みやがわ つよし、1970年6月5日 - ）は、日本のドラマー・パーカッション奏者。長崎県生まれ。AB型、双子座。

## 来歴
中学生の頃イエロー・マジック・オーケストラのコピーバンドでドラムを始め、九州芸術工科大学在学中から、藤山英一郎、原田迅明に師事し、ジャズドラマーとしての活動を始めた。後に上京。
2003年から2006年まで、忌野清志郎& NICE MIDDLE with NEW BLUE DAY HORNSのメンバーとして活動。 2005年以降、小澤敏也らとpikaia pandeiro special（ピカイア・パンデイロ・スペシャル） で活動。2007年にはGANGA ZUMBAの正式メンバーとなり、高野寛のソロ活動もサポート。近藤房之助のツアーのレギュラーメンバーとしても活動、近藤が率いるB.B.クィーンズのサポートドラマーも務めた。マルコス・スザーノ直伝のパンデイロでの演奏は、全く新しい独自のスタイルを確立している。

## 担当楽器
ドラム（ヴィンテージドラムセットを10数台所有）、パンデイロ、タンバリン、カウベル、ツリーチャイム、トライアングル、ブラジリアンパーカッション、ほか多数。

## サポートアーティスト・繋がりのあるミュージシャン
Aimer／忌野清志郎／GANGA ZUMBA／マルコス・スザーノ／宮沢和史／高野寛／TATSU／今福健司／フェルナンド・モウラ／ルイス・バジェニージャ／大城クラウディア／土屋玲子／樽木栄一郎／桷エイチロ／森広隆／及川光博／石井竜也／いきものがかり／河村隆一／倖田來未／矢野顕子／山崎まさよし／近藤房之助／加藤エレナ／中山うり／福澤和也／角田隆太／南勇介／サカモトジャイ庵／田中歩／上野洋／岡部量平／黒川紗恵子／久和田佳代／TOYONO／渡辺剛／鈴木圭／ミナクマリ／小澤敏也／渡辺隆雄／厚見玲衣／片山広明／三宅伸治／中村キタロー／江川ゲンタ／梅津和時／中西文彦／安藤朋子／永山マキ／イシイタカユキ／zerokichi／中路英明／織田祐亮／キナコ／GANMI-H゜（ガンミッチ）／今出宏／永見行崇／Small Circle of Friends／cruyff in the bedroom／阿部真央／THE 野党／YUKI／渡辺美里／太田裕美／鈴木茂／沼澤尚／大澤誉志幸／山下久美子／松田聖子／THEATRE BROOK・・・ほか多数

## 参加アルバム
- 樽木栄一郎「iro dori」3rd Album
- 森広隆「いいんです」3rd Album
- 中山うり「鰻」「マホロバ」
- 久和田佳代「マルガリータ」
- キナコ「小麦物語」
- 安藤朋子「ドキソワーズ」

ほか多数